# Pace di Rodengo
La Pace di Rodengo è una scultura in argento e metallo dorato lavorati a niello (23,5x10,2 cm) di un maestro orafo lombardo di inizio XVI secolo, conservata nel Museo di Santa Giulia di Brescia.

## Storia
La scultura, propriamente una pace anticamente utilizzata durante la liturgia cristiana, proviene dall'importante abbazia di San Nicola di Rodengo-Saiano, in provincia di Brescia.
Non sono noti documenti in grado di attestare data e vicende della commissione, né il nome del realizzatore che, data la preziosità dell'opera, è da identificare in un maestro orafo lombardo attivo agli inizi del Cinquecento e dal linguaggio molto aggiornato sui nuovi stilemi dell'arte rinascimentale.
Soppressa l'abbazia all'inizio dell'Ottocento, i beni in essa contenuti vengono in gran parte dispersi. La pace entra a far parte della collezione di Camillo Brozzoni, ricco e colto industriale bresciano, sicuramente in questo periodo. L'opera passerà infine al museo di Santa Giulia, per lascito testamentario, insieme a tutto il resto della collezione.

## Descrizione
La pace è decorata da due bassorilievi principali in argento lavorato a niello, uno rettangolare al centro, raffigurante la Deposizione nel sepolcro, e uno semicircolare al di sopra, raffigurante l'Annunciazione, entrambi molto dettagliati.
Inquadra i due bassorilievi una cornice architettonica con lesene di ordine corinzio poggianti su un basamento con l'iscrizione "PACEM. MEAM. DO. VOBIS" e sormontate da una spessa trabeazione munita di fregio. Un'ulteriore cornice semicircolare circonda il secondo bassorilievo, mentre come coronamento sono posti alcuni delfini in posizione contrapposta e simmetrica.

## Stile
L'opera raggiunge un livello qualitativo molto alto, soprattutto per la preziosità della lavorazione e il forte livello di dettaglio, sia nelle due scene figurate sia nella cornice, che si risolvono nell'ordine di centimetri se non di millimetri. Particolarmente raffinata, oltre alle due scene centrali, è la lavorazione delle candelabre delle due lesene e del fregio mediano, che in pochi millimetri sviluppano tralci vegetali, fiori e frutti.
Non sono comunque presenti novità a livello iconografico nelle due scene, bensì nella cornice architettonica che rivela, come detto, un maestro orafo dal linguaggio aggiornato e ormai completamente estraneo al gusto gotico ancora variamente radicato, tra la fine del Quattrocento e l'inizio del Cinquecento, nell'area bresciana.